# Westwood, Michigan
Westwood är en så kallad census-designated place i Kalamazoo County i Michigan. Vid 2010 års folkräkning hade Westwood 8 653 invånare.